# Saint-Hippolyte (Pyrénées-Orientales)
Saint-Hippolyte (Catalaans: Sant Hipòlit de la Salanca) is een gemeente in het Franse departement Pyrénées-Orientales (regio Occitanie). De plaats maakt deel uit van het arrondissement Perpignan. Saint-Hippolyte telde op 1 januari 2022 3.177 inwoners.

## Geografie
De oppervlakte van Saint-Hippolyte bedroeg op 1 januari 2022 14,65 vierkante kilometer; de bevolkingsdichtheid was toen 216,9 inwoners per km². De gemeente ligt in Salanque, in het noorden van de vlakte van Roussillon. Het noordelijk deel van de gemeente ligt in de lagune Étang de Leucate.

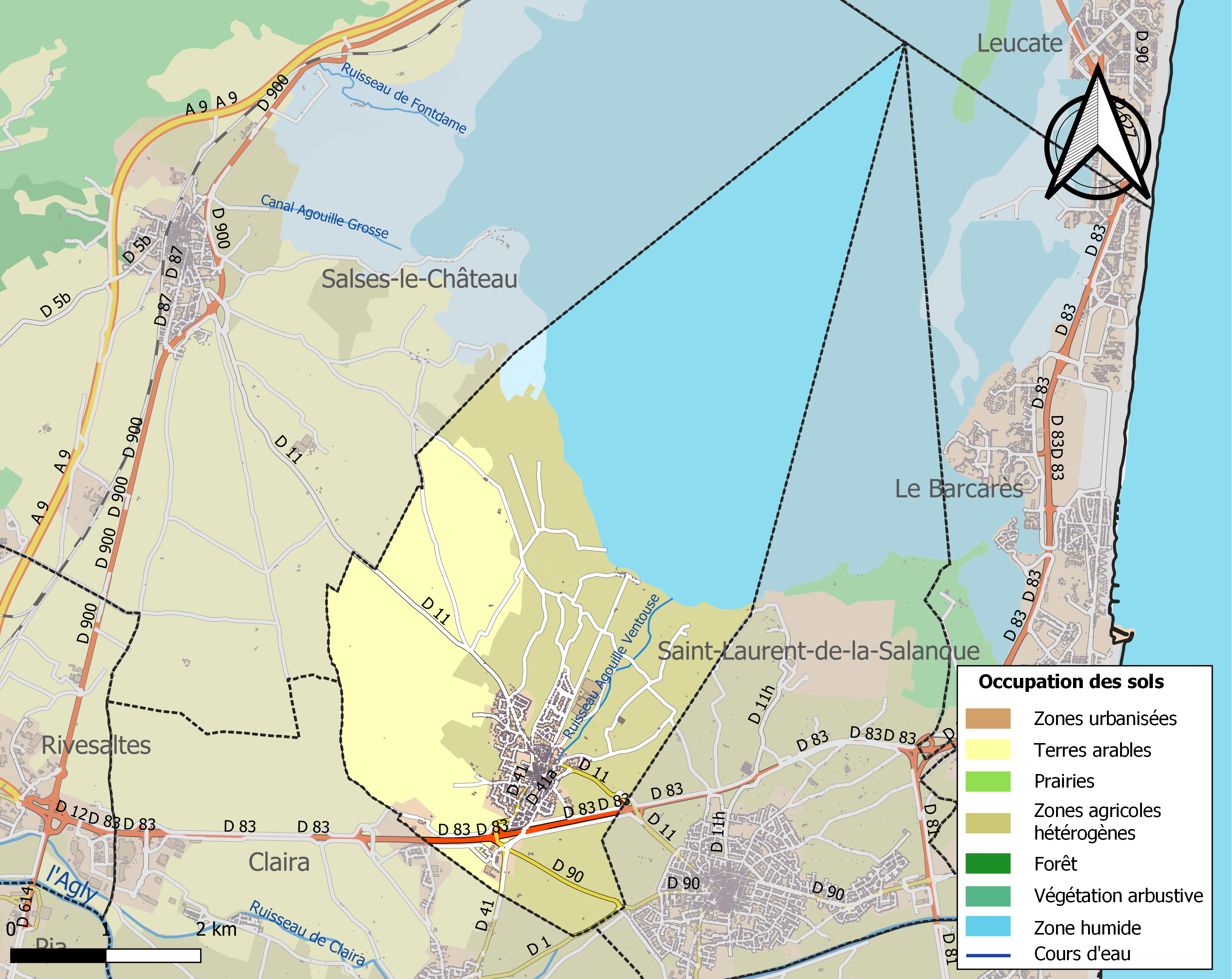
Kaart van de gemeente met de belangrijkste infrastructuur, bodemgebruik en omliggende gemeenten

## Politiek

### Lijst van burgemeesters
| Naam burgemeester      | Ambtsperiode |
| ---------------------- | ------------ |
| Étienne Masnou         | ?-06.1815    |
| Pierre Gari            | 06.1815-?    |
|                        |              |
| Michel Montagne        | 2001-2014    |
| Madeleine Garcia-Vidal | 2014-        |

## Demografie
Onderstaande figuur toont het verloop van het inwonertal (bron: INSEE-tellingen).